# Mykolaïv
Pour les articles homonymes, voir Mykolaïv (oblast de Lviv) et Nikolaïev.
Mykolaïv (en ukrainien : Миколаїв), anciennement Nikolaïev en français (en russe : Николаев), est une ville portuaire et industrielle du sud de l'Ukraine et la capitale administrative de l'oblast de Mykolaïv. Sa population s'élève à 430 000 habitants en 2024.

## Géographie

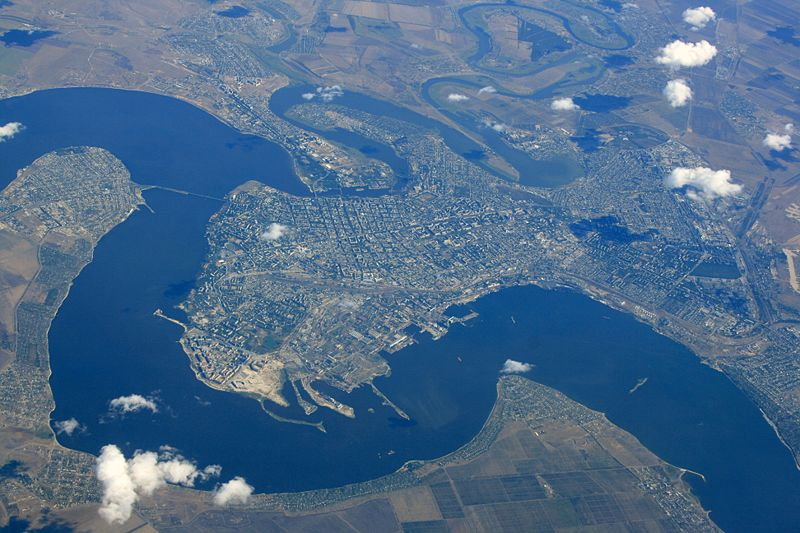
Vue aérienne de Mykolaïv sur le Boug méridional, depuis le sud-ouest.

### Situation
Mykolaïv est située sur l'estuaire du Boug méridional à sa confluence avec l'Inhoul, à 65 km de la mer Noire et à 400 km au sud de Kyïv.

### Transports
La ville est desservie par un réseau de transport en commun. Le tramway de Mykolaïv, entré en service en 1897, comporte cinq lignes. Le réseau de trolleybus comporte 4 lignes, et date de 1967. De chaque côté de la ville se trouve un aéroport Aéroport international de Mykolaïv, civil au nord et Nikolaïev-Kubakino, militaire au sud, elle possède aussi sa gare de Mykolaïv le port de Mykolaïv, le Port d'Olvia et le port fluvial de Mykolaïv.

## Histoire

### Origine

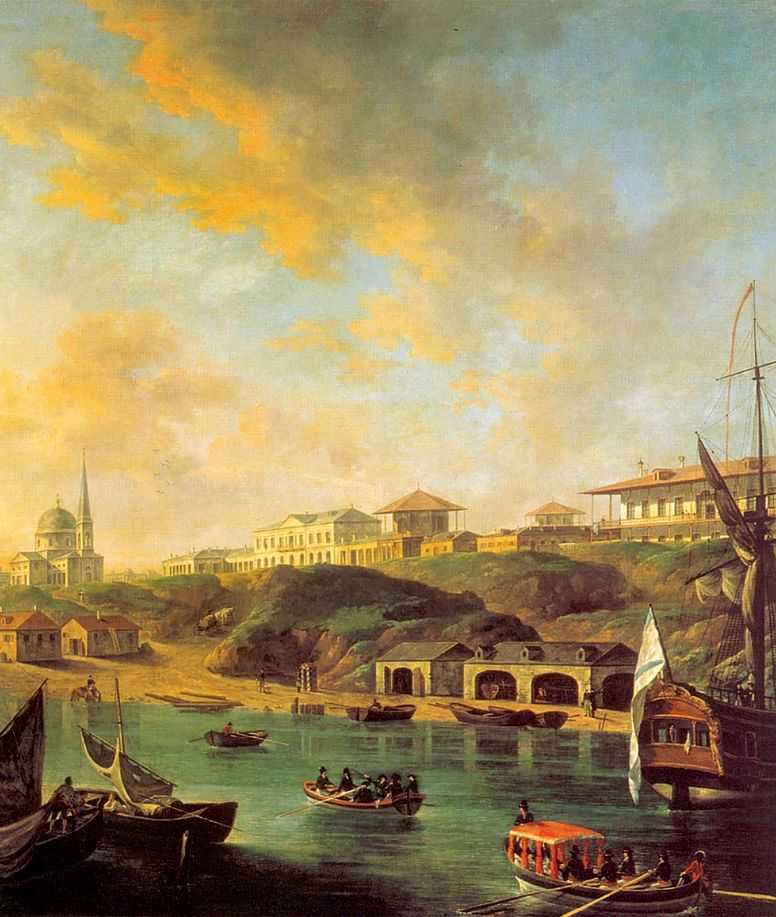
Le port de Nikolaïev, toile de Fiodor Alexeïev, 1799.

La ville fut fondée en 1789 par le gouverneur général de la Nouvelle Russie, le prince Grigori Potemkine, d'abord comme un chantier naval, appelé le « Nouveau chantier naval sur la rivière Ingoul ». Potemkine signa l'ordre de construction le 27 avril 1789, qui est considéré comme la date de naissance de la ville. Le chantier naval servit de centre de réparation navale durant la guerre russo-turque de 1787-1792. Plus tard, Potemkine donna l'ordre de renommer le chantier naval Nikolaïev. Le nom fut donné en l'honneur de Nicolas de Myre, le saint patron des marins, fêté le 6 décembre, date à laquelle les Russes s'emparèrent de la forteresse d'Otchakov.
En 1919, pendant la guerre civile russe, la ville fut brièvement occupée par les Français venus y soutenir les armées blanches.

### Seconde Guerre mondiale
Pendant la Seconde Guerre mondiale, la ville fut occupée par l'Allemagne nazie du 17 août 1941 au 28 mars 1944. Du 16 au 30 septembre 1941, les Einsatzgruppen assassinèrent 35 782 civils, Juifs et communistes, dans ce qu'on appellera le massacre de Nikolaïev.

### XXIesiècle

#### Invasion russe de l'Ukraine en 2022

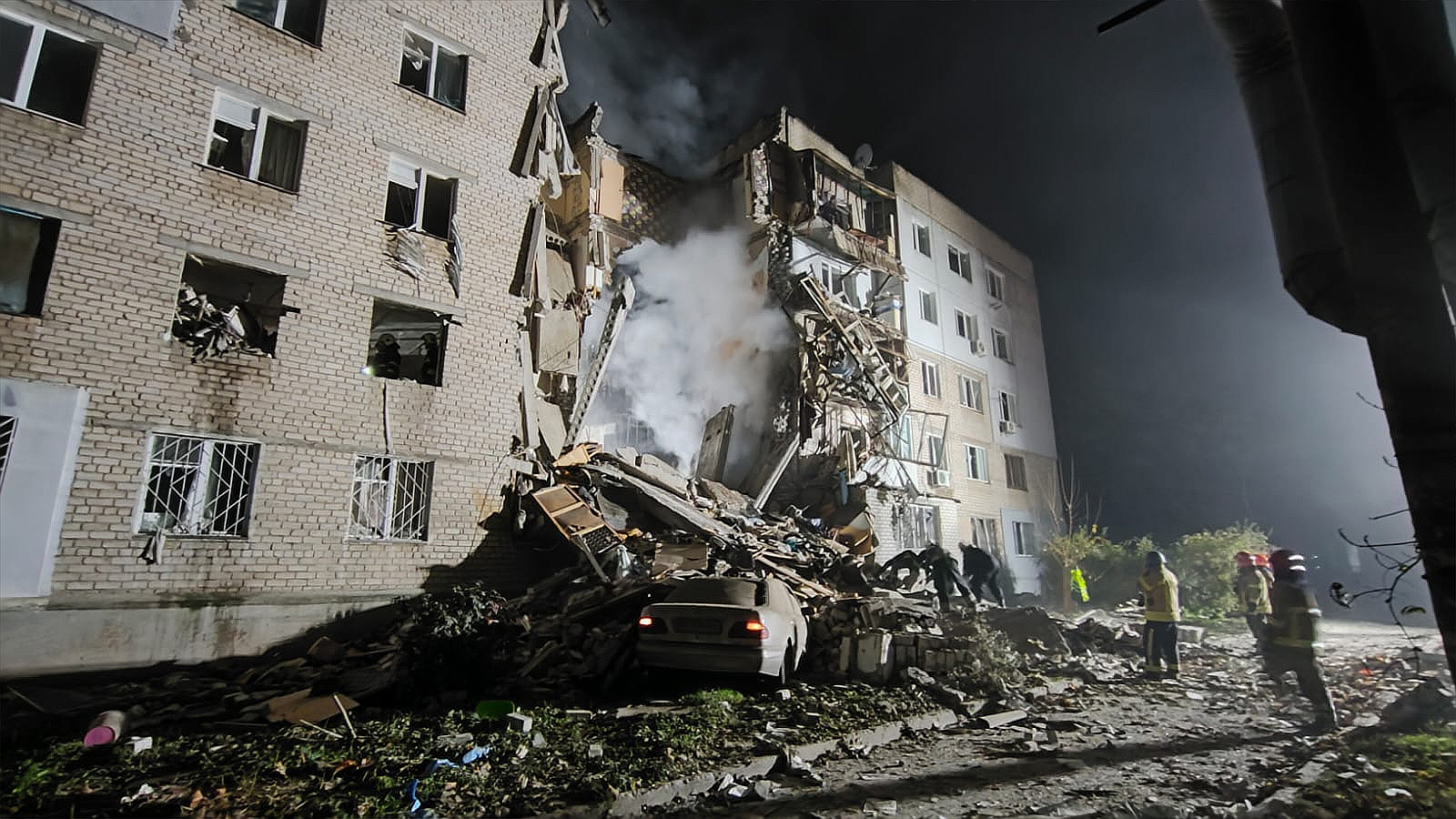
Bombardement de la ville le 11 novembre 2022.

Durant l'invasion de l'Ukraine par la Russie en 2022, le 8 mars, les forces russes pilonnent la ville, dernier verrou sur la route d’Odessa. Cependant, les forces ukrainiennes ont repoussé les forces russes de la ville en mars et avril, bien que l'artillerie russe continue de la bombarder.

## Population
Recensements (*) ou estimations de la population :
| 1792  | 1897*  | 1911    | 1926*   |
| ----- | ------ | ------- | ------- |
| 1 566 | 92 012 | 105 000 | 104 909 |

| 1939*   | 1959*   | 1970*   | 1979*   |
| ------- | ------- | ------- | ------- |
| 168 676 | 226 207 | 331 037 | 439 915 |

| 1989*   | 2001*   | 2010    | 2011    |
| ------- | ------- | ------- | ------- |
| 502 776 | 514 136 | 501 183 | 498 748 |

| 2012    | 2013    | 2020    | 2021    |
| ------- | ------- | ------- | ------- |
| 497 032 | 496 168 | 477 911 | 476 101 |

Le taux de natalité était de 9,5 ‰ avec 4 654 naissances en 2012 (contre un taux de natalité de 9,4 ‰ en 2011 pour 4 624 naissances) tandis que le taux de mortalité lui était de 13,0 ‰ avec 6 379 décès (contre un taux de mortalité de 12,9 ‰ en 2011 pour 6 365 décès).

### Structure par âge
0-14 ans : 12,5 %  (31 788 hommes et 29 554 femmes)
15-64 ans : 72,5 %  (165 815 hommes et 190 872 femmes)
65 ans et plus : 15,0 %  (25 066 hommes et 48 598 femmes) (2013 officiel)

## Économie

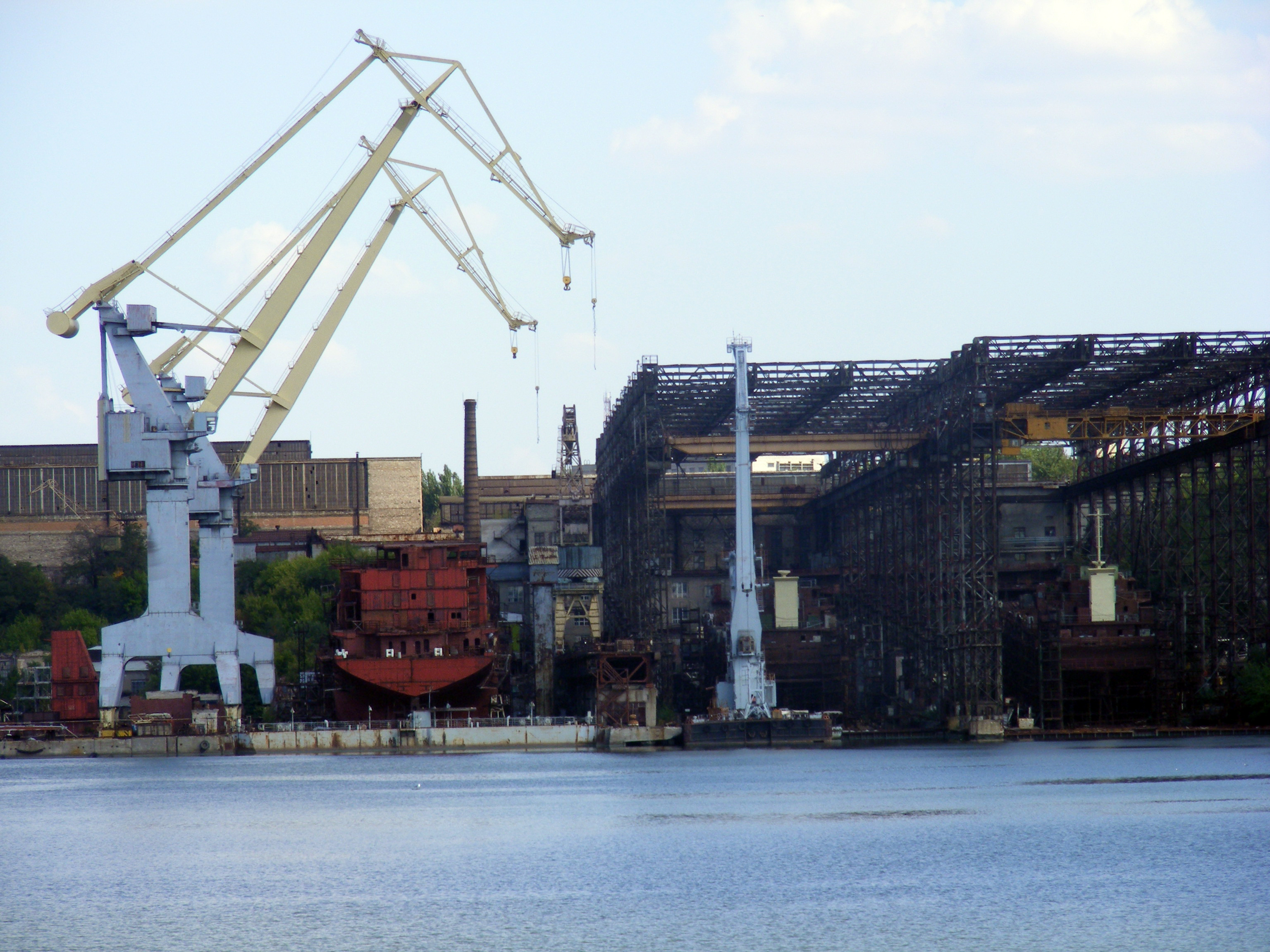
Chantier naval 61 Kommounard.

Toute l'histoire de la ville est liée à la construction navale. À l'époque de l'Union soviétique, c'était un des principaux centres de construction navale du pays, avec trois chantiers, qui continuent leurs activités :
- 61 Kommounard : fondé en 1789 par le prince Potemkine, il est spécialisé dans les navires frigorifiques destinés au transport des produits de la mer.
- Chantier naval de la mer Noire (Tchernomorsky) : fondé en 1897, un des plus grands chantiers navals d'Europe, qui a construit des cuirassés, des croiseurs, des porte-avions, etc.
- Chantier naval Océan : fondé en 1958, construit divers types de cargos.
- Centre de recherche et de conception de la construction navale, chantier naval spécialisé en navires militaires.

Environ 75 entreprises industrielles de Mykolaïv travaillent directement pour la construction navale. La réduction drastique des commandes militaires et la rupture des liens avec les autres républiques de l'ex-URSS ont plongé ce secteur dans de sérieuses difficultés.
Un « radar transhorizon » surnommé le « pic-vert russe » fut en service dans la région dans les années 1980.

## Culture

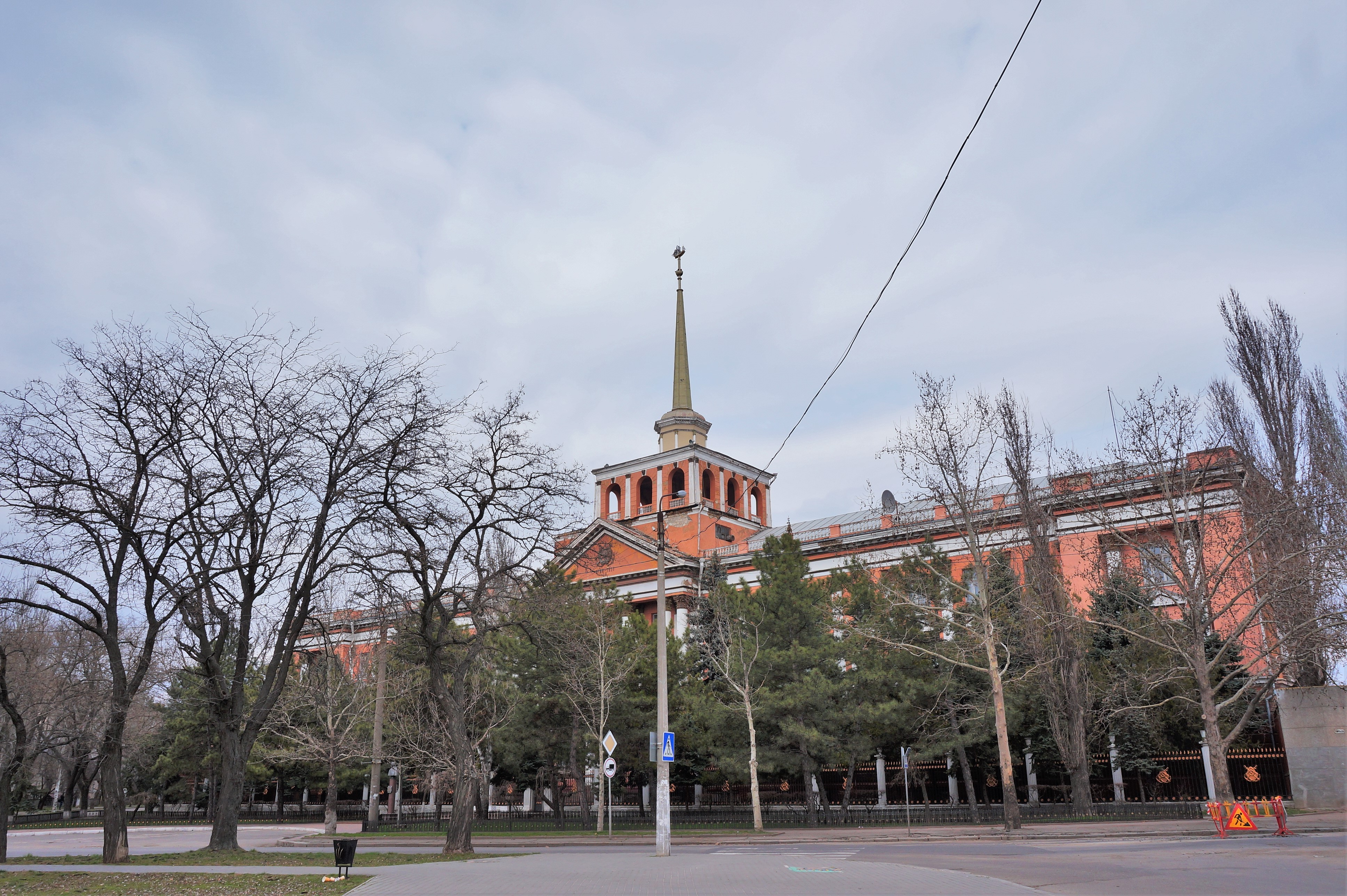
Bâtiments de l'amirauté devant le port.

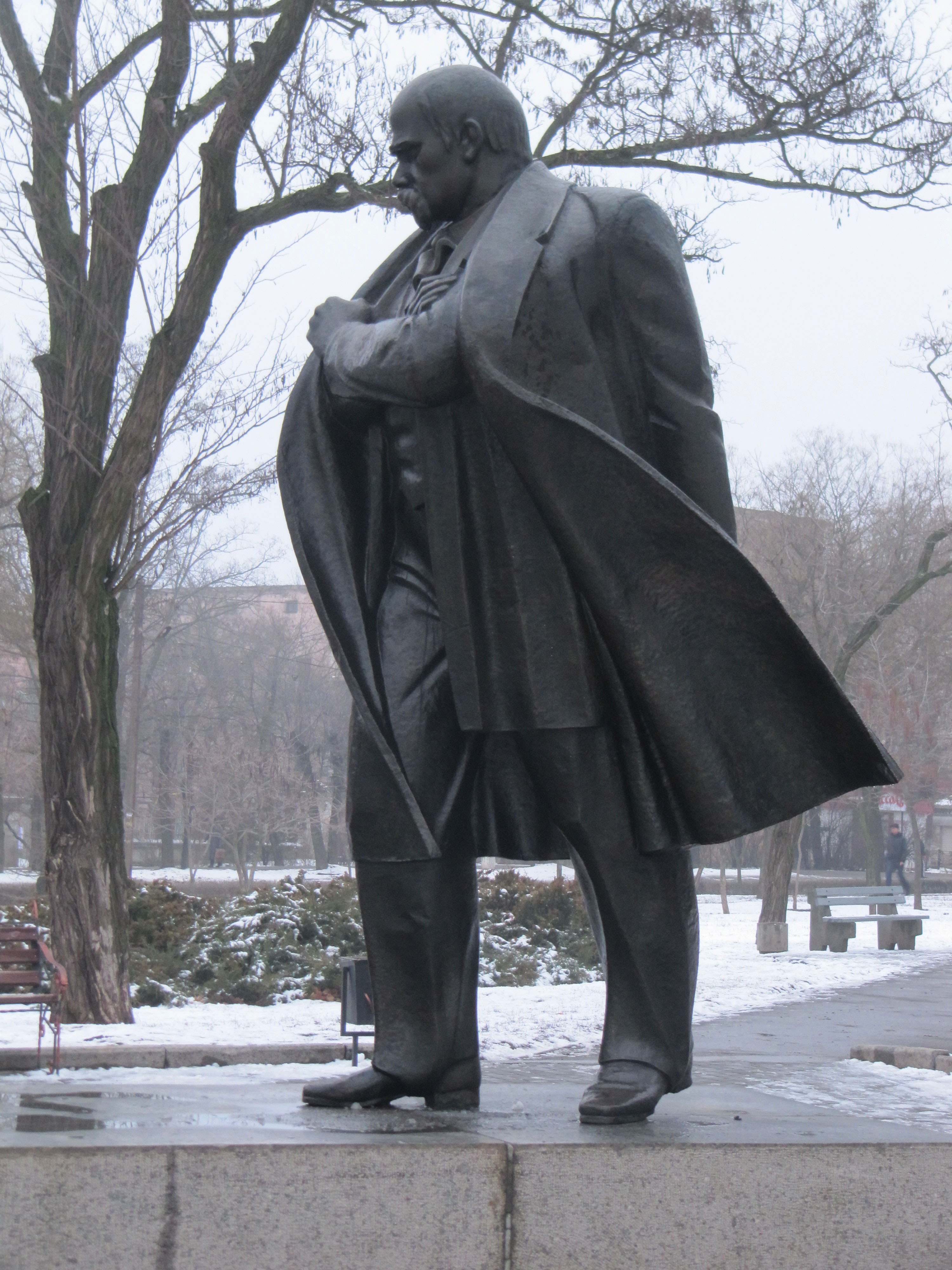
Le monument à Taras Chevtchenko.

### Monuments
- La Statue de Pouchkine.
- La Statue de Taras Chevtchenko à Mykolaïv.
- Le Monument à Nikolaï Rimsky-Korsakov à Mykolaïv.
- Le musée d'art et traditions locales de Mykolaïv.
- Le musée régional de traditions locales de Mykolaïv.
- Le musée naval et de la Flotte de Mykolaïv.
- Le bâtiment des forces navales.

### Les symboles de Mykolaïv
Mykolaïv a adopté ses armoiries en cours le 26 septembre 1997 en s'inspirant du blason adopté en 1883, sans le symbole de la province Kherson à laquelle Mykolaïv n'appartient plus. Mykolaïv a adopté son drapeau actuel le 2 juillet 1999.

### Religion
- Mykolaïv est le siège de l'épiscopat de Mykolaïv de l'Église orthodoxe ukrainienne du Patriarcat de Moscou, qui compte 18 églises dans la ville.
- Mykolaïv est également le siège de l'épiscopat de Mykolaïv de l'Église orthodoxe ukrainienne du patriarcat de Kiev.
- Depuis 1852 la communauté luthérienne germanophone dispose d'un lieu de culte, l'Église du Christ Sauveur. Fermée par le pouvoir soviétique elle a été rendu au culte en 1992.

### Personnalités
- Viktor Knorre (1840-1919), astronome.
- Stepan Makarov (1849-1904), vice-amiral et océanographe.
- Chana Schneerson (1880-1964), mère de Menachem Mendel Schneerson.
- Lillian Rosanoff Lieber (1886-1986), mathématicienne et auteure.
- Katia Granoff (1895-1989), galiériste et poétesse.
- Vera Lubow, actrice.
- Menachem Mendel Schneerson (1902-1994), grand rabbin du mouvement loubavitch.
- Boris Smolenski (1921-1941), poète.
- Lioudmila Semykina (1924-2021), artiste peintre et dessinatrice.
- Viktor Poganovsky (1949-), cavalier, champion olympique.
- Mikhaylo Khalilov (1975-), coureur cycliste.
- Yuliya Mayarchuk (1977-), actrice.
- Nikita Rukavytsya (1987-), footballeur australo-ukrainien.
- Olha Kharlan (1990-), escrimeuse et élue locale.
- Oleksiy Vadatursky est un homme d'affaires et philanthrope[7].

## Sports
Le MFC Mykolaiv est le plus ancien club de football professionnel d'Ukraine,

## Jumelages
- Borjomi (Géorgie)
- Bursa (Turquie)
- Galați (Roumanie)
- Malko Tarnovo (Bulgarie)
- Moscou (Russie)
- Mourmansk (Russie)
- Pleven (Bulgarie)
- Saint-Pétersbourg (Russie)
- Théodosie (Ukraine)
- Tianjin (Chine)
- Tiraspol (Moldavie)
- Trieste (Italie)